# Matys Grisel
Pour les articles homonymes, voir Grisel.
Matys Grisel, né le 14 juillet 2005, est un coureur cycliste français.

## Palmarès
- 2022
  - Champion des Hauts-de-France sur route juniors
  - 2e du championnat de France sur route juniors
  - 2e de La BerCycle Classic
- 2023
  - Champion des Hauts-de-France sur route juniors
  - Paris-Roubaix juniors
  - 3e étape de la Course de la Paix juniors
  - 2e étape du Saarland Trofeo
  - 2e étape du Watersley Junior Challenge
  - 2e de la Pévèle Classics
  -  Médaillé d'argent du championnat d'Europe sur route juniors
- 2024
  - 5e étape du Tour de Bretagne
  - Tour de Namur : 
    - Classement général
    - 1re étape

  - 2e du Circuit Het Nieuwsblad espoirs
- 2025
  - 2e de la Monts et Châteaux Classic
  - 3e de Bruxelles-Opwijk

## Distinctions
- Vélo d'or français junior en 2023